# Trazione integrale Q4
La trazione integrale Q4, realizzata dalla casa automobilistica italiana Alfa Romeo, è una tecnologia che permette di garantire una trazione su quattro ruote motrici con una diversa ripartizione della coppia tra i due assi. 

## Storia e funzionamento

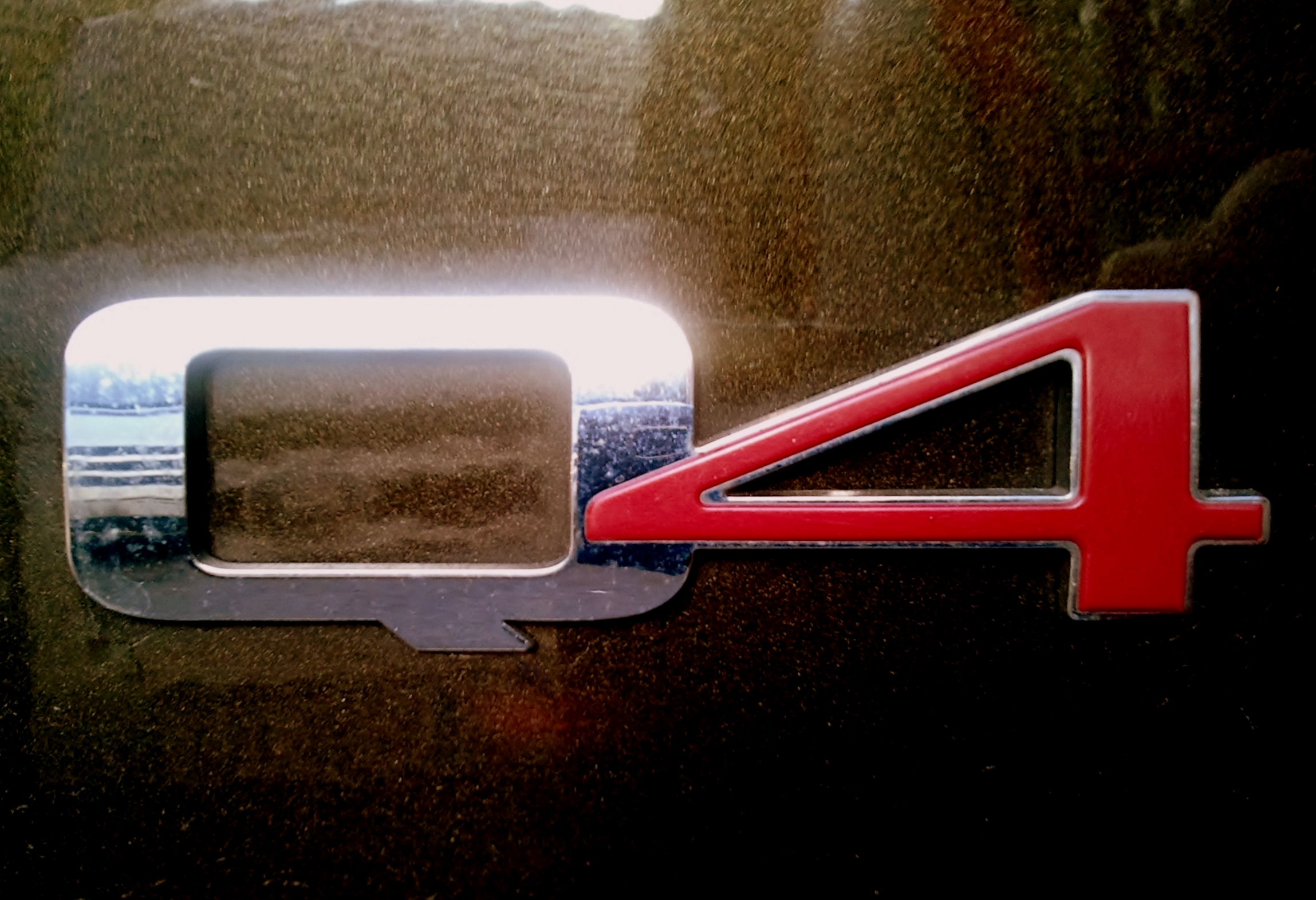
Secondo logo "Q4" adottato dall'Alfa Romeo 156

Il logo Q4 apparve per la prima volta agli inizi degli anni novanta sulla 155, e poi quasi in contemporanea sia sulle Alfa 33 1.7 16V che sulle Alfa 164 3.0 V6, entrambe con trazione integrale.
Lo schema meccanico era differente nei due casi ma sempre finalizzato alla migliore motricità su qualsiasi fondo stradale. Nel caso dell'Alfa 33, era stata predisposta una "presa di forza" posteriore all'uscita del cambio di velocità. Tale presa di forza era collegata al ponte posteriore per mezzo di un albero di trasmissione composto di tre parti: le due parti estreme erano rigide, mentre la parte centrale era composta o da un elettrocalamita (che viene pilotata da una centralina, che collega gli assi a quadro acceso e in assenza di specifiche situazioni di guida) o da un giunto Ferguson, il quale quest'ultimo provvedeva a trasmettere la coppia al retrotreno non appena si verificava un aumento dello slittamento tra l'albero di entrata e l'albero di uscita del giunto, trasmettendo così la coppia al ponte posteriore ed arrivando anche al 50% del totale. Nell'Alfa 164 e poi nella 155, la trazione sulle quattro ruote non era ottenuta con due differenziali convenzionali più un giunto Ferguson, bensì con tre differenziali, di cui uno posizionato nell'asse anteriore, collegato con il differenziale centrale. Quest'ultimo era montato all'uscita del cambio e collegato con il differenziale  posteriore.

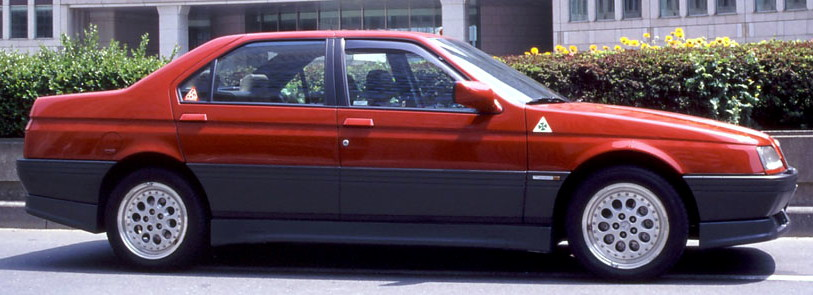
Alfa Romeo 164 3.0 V6 Q4

Il differenziale posteriore era di tipo autobloccante Torsen C. Operava quindi una trazione permanente e dinamica che dava luogo ad una ripartizione di coppia motrice del 57% sulle ruote posteriori e di 43% sulle ruote anteriori.
Successivamente dal 2004, la trasmissione integrale Q4 fu nuovamente utilizzata dalla casa di Arese dopo anni di disuso, introducendola sulle Alfa 156 in versione Sportwagon Q4 e Crosswagon Q4, entrambe motorizzate con un propulsore 1.9 JTDm da 150 Cv. Su questi modelli sono presenti tre differenziali, di cui quello centrale di tipo Torsen C consente una ripartizione della coppia motrice con prevalenza al posteriore (che arriva all'80% in accelerazione). Dal 2007 fino a fine serie avvenuta nel 2011, il medesimo schema di trasmissione integrale Q4 fu ancora utilizzato dalla casa di Arese  sulle Alfa 159 e Brera dotate dei motori 3.2 V6 JTS a benzina e 2.4 20V JTDm a gasolio abbinata al cambio manuale 6 marce o all'automatico sequenziale Q-Tronic.

## Q4 di seconda generazione

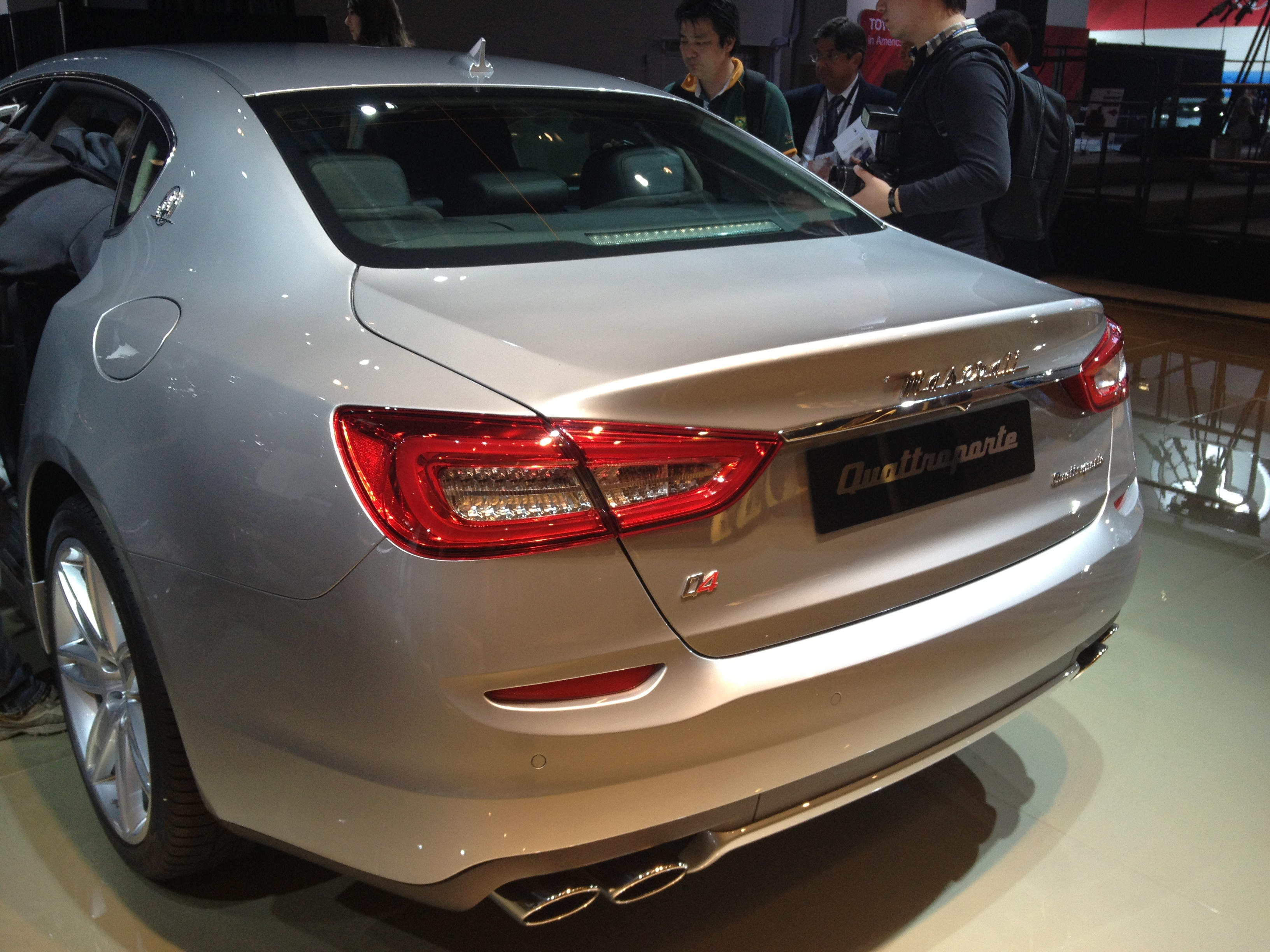
Posteriore di una Maserati Quattroporte Q4

Nel 2013 la denominazione Q4 per il sistema di trazione integrale viene nuovamente riutilizzata dal Gruppo Fiat, questa volta però dalla Maserati per la nuova Ghibli 3.0 S Q4; inoltre essa è la prima auto della casa del tridente ad avere la trazione sulle quattro ruote motrici. Successivamente è stata adottata anche per la più grande Quattroporte 3.0 S Q4.
Nel 2016 Alfa Romeo introduce assieme alla Giulia un nuovo sistema di trazione Q4, inaugurato dalla versione "Veloce" presentata al Salone dell'automobile di Parigi 2016: attraverso la centralina elettronica, che monitora diversi parametri dinamici, come l'accelerazione laterale e longitudinale, l'angolo volante e la velocità d'imbardata, è possibile prevedere le perdite di aderenza delle ruote. In condizioni di aderenza normale, la coppia motrice è trasmessa al 100% al retrotreno, mantenendo un comportamento dinamico tipico di un'auto a trazione posteriore. Nei momenti di perdita di aderenza, attraverso una scatola di rinvio (dotata di frizione attiva e attuatore integrato) e un differenziale anteriore capaci di operare in tempi relativamente brevi (il costruttore dichiara un tempo medio operativo di 100 millisecondi), il sistema trasferisce fino al 60% della coppia motrice all'assale anteriore.
Il nuovo sistema di trazione Q4 viene applicato dalla Alfa Romeo a tutti i modelli che prevedono una versione a trazione integrale, tra cui la Alfa Giulia Veloce Q4.